# Prunus lichoana
Prunus lichoana là loài thực vật có hoa trong họ Hoa hồng. Loài này được Aymard miêu tả khoa học đầu tiên năm 1997.